# هستا لا فيستا
هستا لا فيستا هو فيلم من نوع كوميديا ودراما ومقتبس أُصدر في 2011. الفيلم من إخراج جيفري انثوفين، أما السيناريو فكان من كتابة Asta Philpot ‏ وPierre De Clercq ‏.

## القصة
قصة الفيلم الرئيسية حول العذرية.

## طاقم التمثيل
- لوك فرهوفن  [لغات أخرى]‏
- Isabelle de Hertogh [الإنجليزية]‏
- Roos Van Vlaenderen  [لغات أخرى]‏
- Robrecht Vanden Thoren  [لغات أخرى]‏
- Manou Kersting  [لغات أخرى]‏
- Marilou Mermans  [لغات أخرى]‏
- يوهان هيلدينبيرج
- Tom Audenaert  [لغات أخرى]‏
- Karlijn Sileghem  [لغات أخرى]‏
- جيل دي شريفر
- Karel Vingerhoets  [لغات أخرى]‏
- Tuur De Weert  [لغات أخرى]‏
- Ivan Pecnik  [لغات أخرى]‏
- Kimke Desart  [لغات أخرى]‏
- Charlotte Timmers  [لغات أخرى]‏
- Aafke Bruining  [لغات أخرى]‏
- Asta Philpot [الإنجليزية]‏
- فيرل بايتينز

## الإنتاج
موسيقى الفيلم التصويرية كانت من تأليف Stijn Meuris ‏.

## وصلات خارجية
- هستا لا فيستا على موقع IMDb (الإنجليزية)
- هستا لا فيستا على موقع ألو سيني (الفرنسية)
- هستا لا فيستا على موقع Turner Classic Movies (الإنجليزية)
- هستا لا فيستا على موقع أول موفي (الإنجليزية)
- هستا لا فيستا على موقع فيلمافينيتي (الإسبانية)
- هستا لا فيستا على موقع قاعدة بيانات الفيلم (الإنجليزية)
- هستا لا فيستا على موقع ليتربوكسد (الإنجليزية)
- هستا لا فيستا على موقع كينوبويسك (الروسية)